# Чмшкян, Георг Арутюнович
Георг Арутюнович Чмшкя́н (арм. Գևորգ Չմշկյան; 7 (19) марта 1837, Тифлис — 28 декабря 1915 (10 января 1916), Петроград) — армянский актёр, режиссёр, драматург и театральный деятель. Один из основателей армянского профессионального театра в Тифлисе.

## Биография
Георг Чмшкян родился 7 (19) марта 1837 года в Тифлисе (Тбилиси). Окончил Тифлисскую армянскую духовную семинарию Нерсесян и Русское землемерное училище. В 1862 году начал выступать на сцене в Тифлисе.
В 1863 году стал организатором, режиссёром и актёром нового армянского профессионального театра в Тифлисе. Труппа театра выступала с гастролями во многих городах Закавказья, где в основном проживали армяне. В 1879 году Георг Чмшкян съездил в Константинополь (Стамбул) и пригласил в свою труппу П. Адамяна, Сирануйш и других армянских актёров Константинопольского театра.
Георг Чмшкян считается основоположником армянского сценического реалистического искусства. Выступал против псевдоисторической армянской драматургии, представленной тогда «Шушаник» и «Варданом» (трагедиями А. Кариняна): «нужно было забыть бесполезные исторические воспоминания, перестать ставить различных Шушаник, заняться современной жизнью армян с ее хорошими и плохими сторонами». По утверждению Театральной энциклопедии, «в своём творчестве он сочетал романтический пафос с правдивым изображением действительности». Георг Чмшкян стоял на прогрессивных позициях, пропагандировал на сцене драматургию Шекспира, Мольера, Сундукяна, Гоголя, Островского. Среди его лучших ролей: Отелло, Шейлок («Отелло», «Венецианский купец» Шекспира), Пэпо («Пэпо» Сундукяна), Кречинский («Свадьба Кречинского» Сухово-Кобылина).
Творческая дружба Чмшкяна и Сундукяна способствовала реформированию и развитию армянского театра, усилению реализма на сцене. По утверждению современников, Чмшкян был лучшим исполнителем пьес Сундукяна.
Георг Чмшкян занимался переводом русских и французских пьес на армянский язык. Писал водевили, бытовые комедии, драмы («Приглашение на хаш», «Вместо семьи невеста», «В двух семьях»). В своей пьесе «Учительница» (1890) он затрагивал тему женского равноправия. Писал статьи, рецензии и воспоминания об армянском театре.

## Семья
Жена — Сатеник Чмшкян (1849—1907) — актриса Тифлисской армянской труппы.

## Сочинения
- Իմ հիշատակարանը (տեքստը պատրաստել և ծանոթագրել է Ս. Մելիքսեթյանը), Ե., 1953 (арм.)